# Alain Cantareil
Alain Cantareil (ur. 15 sierpnia 1983 w Marsylii) – francuski piłkarz występujący na pozycji obrońcy. Obecnie jest zawodnikiem klubu FC Istres.

## Kariera klubowa
Cantareil zawodową karierę rozpoczynał w Olympique Marsylia. Zanim zadebiutował w jego barwach, w 2004 roku został wypożyczony do Nîmes Olympique, grającego w Championnat National. W 2005 roku powrócił do Olympique. W Ligue 1 zadebiutował 21 stycznia 2006 w przegranym 1:3 meczu z AC Ajaccio. W 2007 roku wywalczył z klubem wicemistrzostwo Francji. W tym samym roku dotarł z nim do finału Pucharu Francji, gdzie Olympique uległ po rzutach karnych FC Sochaux-Montbéliard.
Latem 2007 roku Cantareil przeszedł do innego pierwszoligowego zespołu - FC Lorient. Pierwszy ligowy mecz zaliczył tam 4 sierpnia 2007 przeciwko Lille OSC (0:0). W 2008 roku został wypożyczony do drugoligowego AC Ajaccio. W 2009 roku na zasadzie transferu definitywnego trafił do OGC Nice, grającego w Liuge 1. Zadebiutował tam 12 września 2009 w przegranym 0:2 spotkaniu z AJ Auxerre.
| Sezon   | Klub                   | Kraj    | Rozgrywki | Mecze | Bramki | Rozgrywki Europy | Mecze | Bramki |
| ------- | ---------------------- | ------- | --------- | ----- | ------ | ---------------- | ----- | ------ |
| 2004/05 | Nîmes Olympique (wyp.) | Francja | National  | 33    | 1      | -                | -     | -      |
| 2005/06 | Olympique Marsylia     | Francja | Ligue 1   | 6     | 0      | Liga Europy UEFA | 3     | 0      |
| 2006/07 | Olympique Marsylia     | Francja | Ligue 1   | 3     | 0      | Liga Europy UEFA | 2     | 0      |
| 2007/08 | FC Lorient             | Francja | Ligue 1   | 19    | 0      | -                | -     | -      |
| 2008/09 | AC Ajaccio (wyp.)      | Francja | Ligue 2   | 13    | 0      | -                | -     | -      |
| 2009/10 | OGC Nice               | Francja | Ligue 1   | 10    | 0      | -                | -     | -      |
| 2010/11 | OGC Nice               | Francja | Ligue 1   | 3     | 0      | -                | -     | -      |
| 2011/12 | FC Rouen               | Francja | National  | 10    | 0      | -                | -     | -      |
| 2012/13 | FC Istres              | Francja | Ligue 2   | 11    | 0      | -                | -     | -      |

Stan na: 6 stycznia 2013 r.